# فرد پنتلاند
فرد پنتلاند (به انگلیسی: Fred Pentland) زادهٔ ۱۸ سپتامبر ۱۸۸۳ بازیکن فوتبال اهل انگلستان که سابقهٔ بازی در تیم ملی فوتبال انگلستان را در کارنامهٔ خود دارد. وی در تاریخ ۱۵ مارس ۱۹۰۹ نخستین بازی ملی خود را در مقابل تیم ملی فوتبال ولز انجام داد و با حضور در ۵ بازی ملی، در تاریخ ۱ ژوئن ۱۹۰۹ واپسین بازی ملی‌اش را در برابر تیم ملی فوتبال اتریش برگزار کرد.